# Лар'яцьке сільське поселення
Лар'я́цьке сільське поселення (рос. Ларьякское сельское поселение) — сільське поселення у складі Нижньовартовського району Ханти-Мансійського автономного округу Тюменської області Росії.
Адміністративний центр — село Лар'як.
Населення сільського поселення становить 1739 осіб (2017; 1941 у 2010, 2058 у 2002).
Станом на 2002 рік існували Корликівська сільська рада (село Корлики) та Лар'яцька сільська рада (село Лар'як, присілки Великий Лар'як, Пуг'юг, Сосновий Бор, Чехломей). 30 червня 2014 року був ліквідований присілок Пуг'юг.

## Склад
До складу сільського поселення входять:
| Населений пункт          | Населення, осіб (2002) | Населення, осіб (2010) |
| ------------------------ | ---------------------- | ---------------------- |
| Великий Лар'як, присілок | 42                     | 48                     |
| Корлики, село            | 605                    | 654                    |
| Лар'як, село             | 1076                   | 928                    |
| Пуг'юг, присілок         | 42                     | 35                     |
| Сосновий Бор, присілок   | 81                     | 72                     |
| Чехломей, присілок       | 212                    | 204                    |